# Kanton La Brède
Der Kanton La Brède ist seit 1801 ein französischer Kanton im Arrondissement Bordeaux im Département Gironde in der Region Nouvelle-Aquitaine.

## Geschichte
Der Kanton wurde am 27. Oktober 1801 als Teil des damaligen Distrikts Bordeaux gegründet.
Siehe auch Geschichte Gironde und Geschichte Arrondissement Bordeaux.

## Geografie
Die geografische Höhe des Kantons variiert zwischen 2 m bei Isle-Saint-Georges und 77 m bei Cabanac-et-Villagrains. Der Mittelwert liegt bei 38 m.

## Gemeinden
Der Kanton besteht aus 13 Gemeinden mit insgesamt 47.276 Einwohnern (Stand: 1. Januar 2022) auf einer Gesamtfläche von 330,14 km²:
| Gemeinde               | Einwohner 1. Januar 2022 | Fläche km² | Dichte Einw./km² | Code INSEE | Postleitzahl |
| ---------------------- | ------------------------ | ---------- | ---------------- | ---------- | ------------ |
| Ayguemorte-les-Graves  | 1.402                    | 6,33       | 221              | 33023      | 33640        |
| Beautiran              | 2.466                    | 6,35       | 388              | 33037      | 33640        |
| Cabanac-et-Villagrains | 2.400                    | 69,00      | 35               | 33077      | 33650        |
| Cadaujac               | 6.784                    | 15,33      | 443              | 33080      | 33140        |
| Castres-Gironde        | 2.689                    | 6,97       | 386              | 33109      | 33640        |
| Isle-Saint-Georges     | 516                      | 4,35       | 119              | 33206      | 33640        |
| La Brède               | 4.423                    | 23,28      | 190              | 33213      | 33650        |
| Léognan                | 10.723                   | 41,43      | 259              | 33238      | 33850        |
| Martillac              | 3.581                    | 17,09      | 210              | 33274      | 33650        |
| Saint-Médard-d’Eyrans  | 3.361                    | 12,72      | 264              | 33448      | 33650        |
| Saint-Morillon         | 1.817                    | 20,40      | 89               | 33454      | 33650        |
| Saint-Selve            | 3.668                    | 17,74      | 207              | 33474      | 33650        |
| Saucats                | 3.446                    | 89,15      | 39               | 33501      | 33650        |
| Kanton La Brède        | 47.276                   | 330,14     | 143              | 3308       | –            |

Bis zur landesweiten Neuordnung der französischen Kantone im März 2015 besaß der Kanton einen anderen INSEE-Code als heute, nämlich 3327.